# Свертушка біловуса

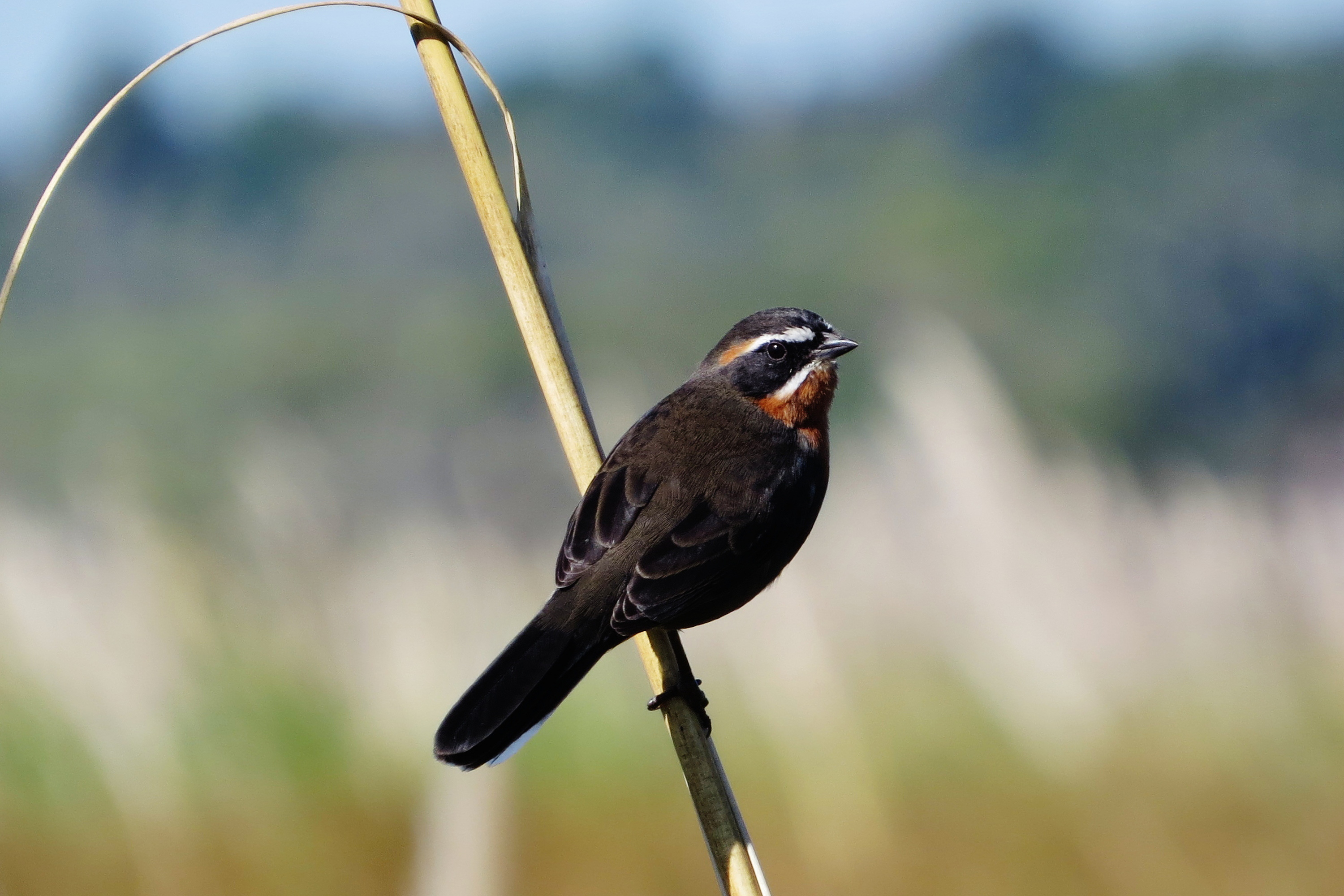
Біловуса свертушка

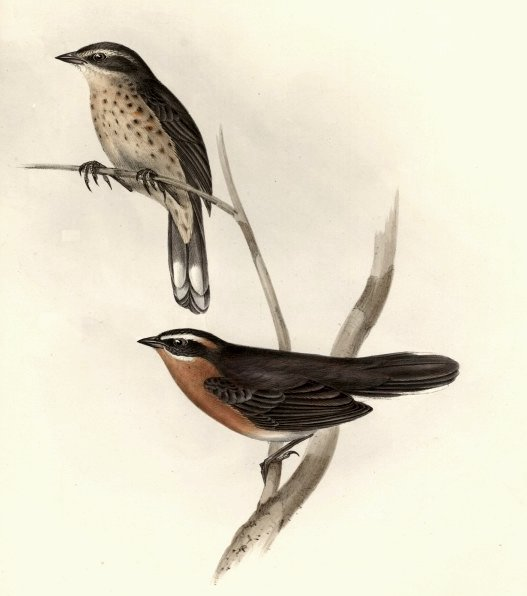
Біловусі свертушки

Све́ртушка біловуса (Poospiza nigrorufa) — вид горобцеподібних птахів родини саякових (Thraupidae). Мешкає в Південній Америці. Раніше вважався конспецифічним з магонієвою свертушкою.

## Поширення і екологія
Білокрилі свертушки мешкають в південній Бразилії (на південь від Парани), в Уругваї і східній Аргентині (на південь до Буенос-Айреса). Взимку частина популяції мігрує на південь Парагваю. Білокрилі свертушки живуть на відкритих рівнинах, порослих невисокими деревами і чагарниками, в заболочених місцевостях, в заростях рогозу, куги, комишу та очеретнику Rhynchospora, на заплавних луках, порослих пампасною травою Cortaderia selloana. Зустрічаються на висоті до 2700 м над рівнем моря, переважно на висоті до 900 м над рівнем моря.